# El tesoro de la isla Maciel
 El tesoro de la isla Maciel  es una película de Argentina en blanco y negro dirigida por Manuel Romero sobre su propio guion según la obra teatral homónima de su autoría que se estrenó el 8 de julio de 1941 y que tuvo como protagonistas a Luis Arata, Severo Fernández, Alberto Bello, Silvana Roth y Juan Mangiante.

## Sinopsis
Para sacar de una depresión a su padre, que es marino, su hija y su médico le hacen creer que hay un tesoro escondido.

## Reparto
- Luis Arata ...	Lorenzo García
- Severo Fernández...	Juan Tunín
- Alberto Bello...	Capitán Pedro Santini
- Silvana Roth...	María Santini
- Juan Mangiante...	Bianchi
- Alfredo Jordán...	Alejandro
- María Armand...	Antonia Santini
- Gerardo Rodríguez...	Doctor Carlos Juárez
- Cayetano Biondo...	Profesor Curot
- Fernando Campos... Gerente de la empresa naviera
- Jimmy Hart...	Ingeniero norteamericano

## Comentarios
La crónica de El Mundo afirmaba:

«Logra eficacia cómica popular. Aun ausente de todo mérito cinematográfico como no sea el de su dinamismo de acción, no puede negársele... su condición de espectáculo divertido y logrado.»

. Por su parte Manrupe y Portela opinan sobre el filme:

«Acerca de la ilusión. Un asunto simple extraído de un sainete, pero que podría tener algo de las fantasías de Preston Sturges. Todavía con algunos momentos de comicidad a cargo de un Arata desbocado y un insufrible Severo Fernández.»